# ㅿ
ㅿ(표준어: 반시옷, 문화어: 반시읏)은 훈민정음 자모 중의 하나로 반치음을 표기하는 데에 쓰였다. 현대 한국어 표기에는 쓰이지 않는다. 여린시옷, 여린시읏, 가벼운 시옷이라고도 한다.

## 역사
훈민정음에서는 ㅿ을 ㅅ보다는 발음이 여린 것으로 설명한다. 유성 치조 마찰음 [z]를 나타내는 것이라 여겨진다.:18 주로 음절 사이의 초성에서만 쓰였으나, 15세기 문헌에는 간혹 종성에서의 용례가 보이며, 이 발음 또한 [z]로 추정된다.:23 한편 중국어를 표기할 때에는 음절 처음에도 쓰였으며, 일본어의 /z/(ざ행) 발음을 표기할 때에도 쓰였다.
주로 울림소리 사이에서 쓰이던 소리로서 중앙어에서는 대체로 16세기 말에 그 발음이 사라졌으나, (지ᅀᅳ니>지으니, 두ᅀᅥ>두어) 경상도 등 일부 지역 방언에서는 주로 ㅅ으로 합류하였다. 예를 들어, “(병 같은 것이) 낫다”의 활용형 ‘나아’는 중세 국어에서 “나ᅀᅡ”로 쓰였다가 ㅿ이 사라지면서 “나아”가 되었는데 동남 방언에서는 이것을 ‘나사’에 가깝게 소리내고 있다. (지금 쓰는 글자로는 '나사'에 가깝지만 소리값을 생각한다면 '나ᅀᅡ'로 쓰는 것이 가깝다.) 유사한 예시로는 마음, 가을, 겨울, 마을 등 중세에 ㅿ을 포함하던 어휘가 여러 방언이나 고유지명에서 ㅅ계로 나타나는 것이 드러난다. 이들은 ㅿ이 반치음을 나타내었다는 핵심적인 증거가 된다.
한자표기를 볼 때 훈민정음에서 穰(rang)의 소리와 같다고 되어있어 반치음은 현대한어병음(現代漢語拼音)에서의 성모(聲母) r에 가까웠다고 추측할 수 있는데, 이는 영어의 r 발음과는 달리 유성 권설 마찰음(/ʐ/)을 발음으로 가지는 것으로서, 청대 사료에서 독일(Germany)를 日耳曼로 표기하는 등 많은 증거에 의해 당시 중국어에서부터 이미 권설 마찰음으로 발음되었다고 간주된다. 다른 수많은 예로는 한자 人, 二, 閏, 日 등의 중국어 발음 표기에 반치음이 사용되었는데 이들은 대부분 /ʐ/ 계통의 발음을 성모로 하며 일본어 한자음에서도 한국어의 ㅈ와 같은 파찰음(dz)으로 나타난다.

### 광복 직후
1948년 제정된 외래어 표기법인 들온말 적는 법에서는 [z] 등의 발음을 표기하는 데에 쓰였다.
- 孔子(kǒngzǐ) - 콩ᅀᅳ

1953년의 조선어 신철자법에서는 ㄷ 불규칙 용언 어간의 받침으로 썼다.
- 명사: 아ᅀᆞ(아우), ᄆᆞᅀᆞᆷ(마음)
- ㅅ 불규칙 용언: 나ᅀᅡ(낫+아), 지ᅀᅥ(짓+어), 니ᅀᅥ(닛+어)
- 특이한 예로 'ㅿ>ㅅ' 또는 'ㅿ>ㅈ'(강화): 몸ᅀᅩ>몸소, >절절

### 방언
표준어에서는 해당 음가가 사라졌지만(ㅇ) 일부 방언에서는 ㅅ의 형태로 남아있다.
| 중세국어 | 표준어     | 방언 |
| -------- | ---------- | --- |
| 여ᅀᆞ     | 여우       | 여시, 여수, 여스, 예수, 얘시, 야시, 야수 |
| 무ᅀᅮ     | 무우→무    | 무시, 무수 |
| ᄀᆞᅀᆞᆶ     | 가을       | 가실, 그슬, 가싥, 가슭, 가슬 |
| 겨ᅀᅳᆶ     | 겨울       | 겨실, 거실, 저슭, 자슬, 지실, 저슬 |
| 브ᅀᅥᆨ     | 부엌       | 부섴, 부식, 부삽, 부석, 부싴, 부섹, 부수깨, 브스깨                                                                                                   |
| ᄀᆞᇫ애     | 가위       | 가새, 가새기, 그새, 가쇠, 가시, 가세기, 까시개, 가세끼, 가시께                                                                                       |
| ᄆᆞᅀᆞᆶ     | 마을, 마실 | 마슬, 모시레, 모시리, 머실, 마술, 모슬 |
| 아ᅀᆞ     | 아우       | 아시, 아스 |
| 뫼ᅀᅡ리   | 메아리     | 메사니, 메사이, 메산, 멩산, 메셍이, 메사나 |
| 나ᅀᅵ     | 냉이       | 나시, 나시갱이, 난시, 나숭개, 날생이, 나싱이, 나상구, 나새이, 나상게, 내사니, 나생개, 난생이, 나생이, 나시갱이, 나승갱이, 나시래이, 나사니, 나수렝이 |
| ᅀᅲᆺ       | 윷         | 숫, 쑹, 쓩, 숟, 숯, 숱 |
| 어버ᅀᅵ   | 어버이     | 어시, 어버시, 어쉬 |
| 그ᅀᅳ름   | 그을음     | 끄스럼, 끄실묵, 끄시름, 끄시렁, 그스름, 끄시럼, 꺼시름                                                                                               |
| 그제ᅀᅡ   | 그제야     | 그제사, 그지서는, 그때사 그제서, 그제서야, 그제세, 그지사, 그적새, 그적새사, 그적사                                                                  |

## 코드 값
| 종류                  | 종류           | 글자   | 유니코드 | HTML     |
| --------------------- | -------------- | ------ | -------- | -------- |
| 한글 호환 자모        | 한글 호환 자모 | ㅿ     | U+317F   | &#12671; |
| 한글 자모 영역        | 첫소리         | ᅀᅠ     | U+1140   | &#4416;  |
| 한글 자모 영역        | 끝소리         | ᅟᅠᇫ     | U+11EB   | &#4587;  |
| 한양 사용자 정의 영역 | 첫소리         |     | U+F7D8   | &#63448; |
| 한양 사용자 정의 영역 | 끝소리         |     | U+F8D5   | &#63701; |
| 반각                  | 반각           | (없음) | (없음)   | (없음)   |

## 같이 보기
- ퟳ
- ퟴ